# Eext
Eext ist ein Dorf innerhalb der Gemeinde Aa en Hunze. Es liegt in der niederländischen Provinz Drenthe. Die nächstgrößere Stadt ist Gieten. Es liegt auf dem Höhenzug Hondsrug. Das Dorf hat 1460 Einwohner.
Der Name Eext wurde zuerst 1309 als „in villis Esethe“ erwähnt. Die Herkunft des Namens ist unklar. Es wird vermutet, dass das Dorf schon seit 944 existiert.
Eext besteht aus einem Zusammenschluss eines großen und mehrerer kleiner Anger, um welche sich seit jeher Bauernhöfe und Wohnhäuser befinden.

## Neubaugebiete
In den 1970er Jahren wurde im Südwesten des Dorfes ein Neubaugebiet aufgebaut. In den 1990er Jahren wurde im Norden ein weiteres Neubaugebiet gebaut.

## Großsteingrab Eext
In der Umgebung von Eext liegen mehrere Steingräber aus der Jungsteinzeit.

## Gallery

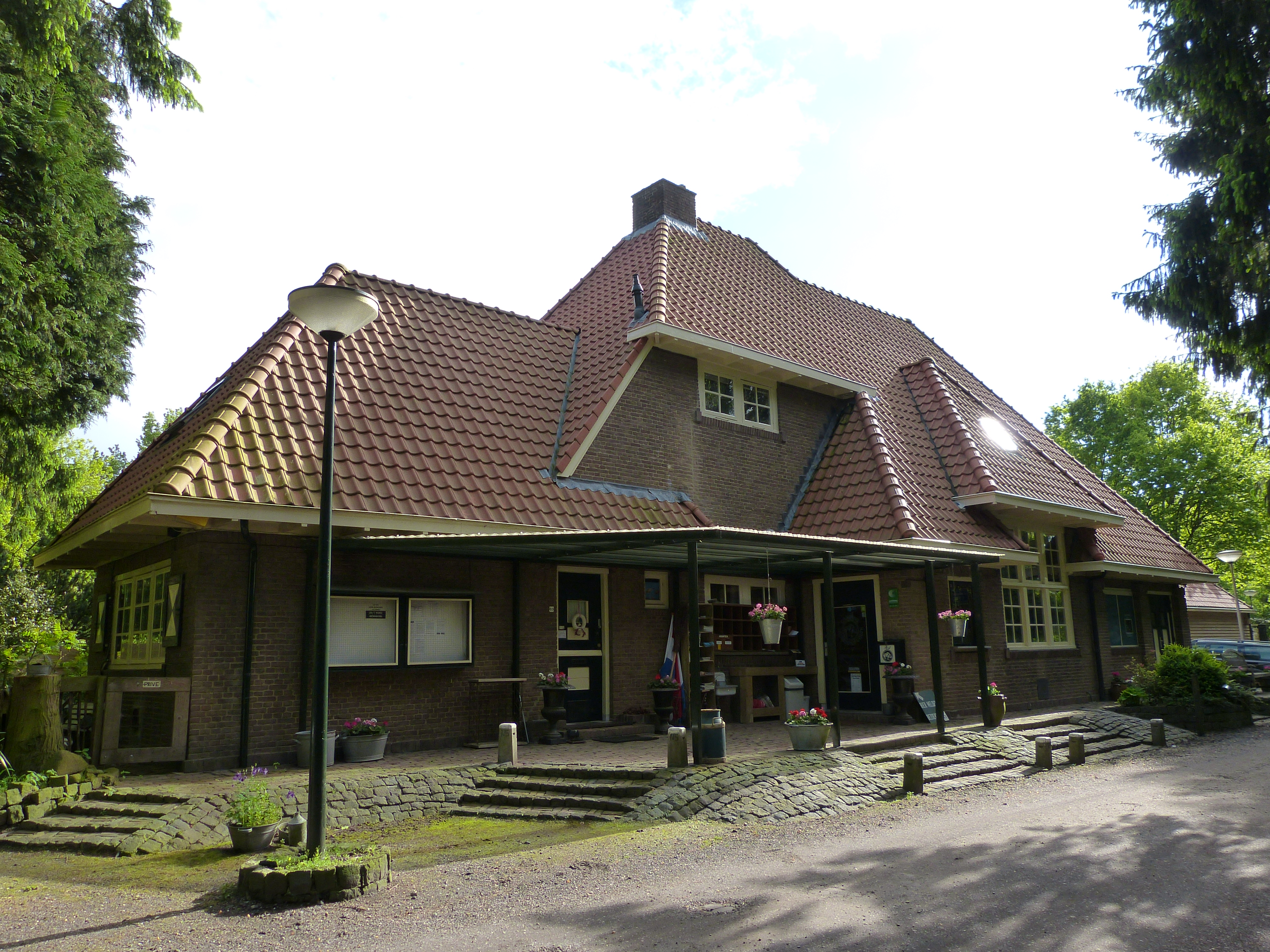
Ehemaliger Bahnhof
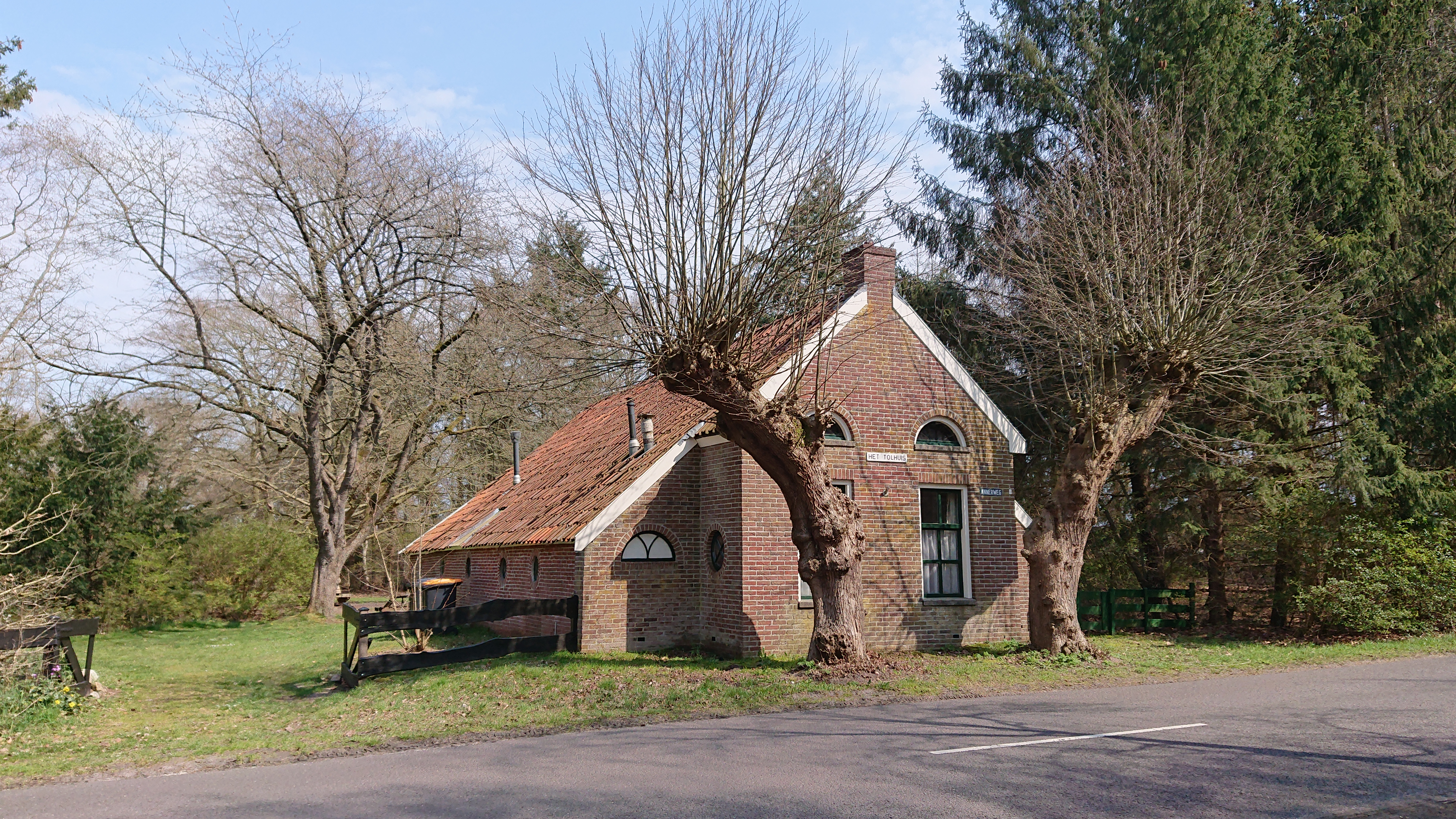
Ehemaliges Zollhaus
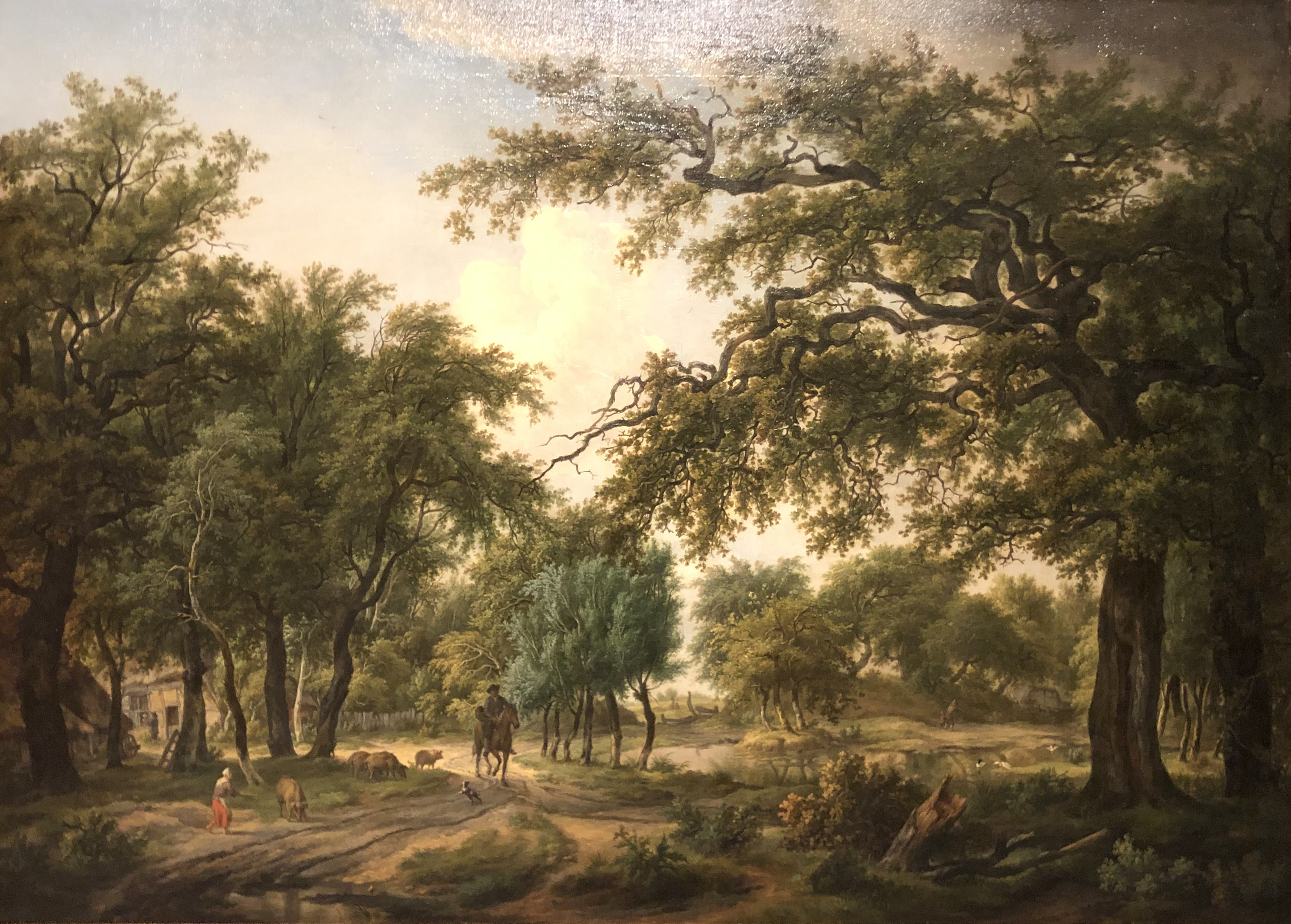
Gemälde von Eext (von Egbert van Drielst (ca. 1810))
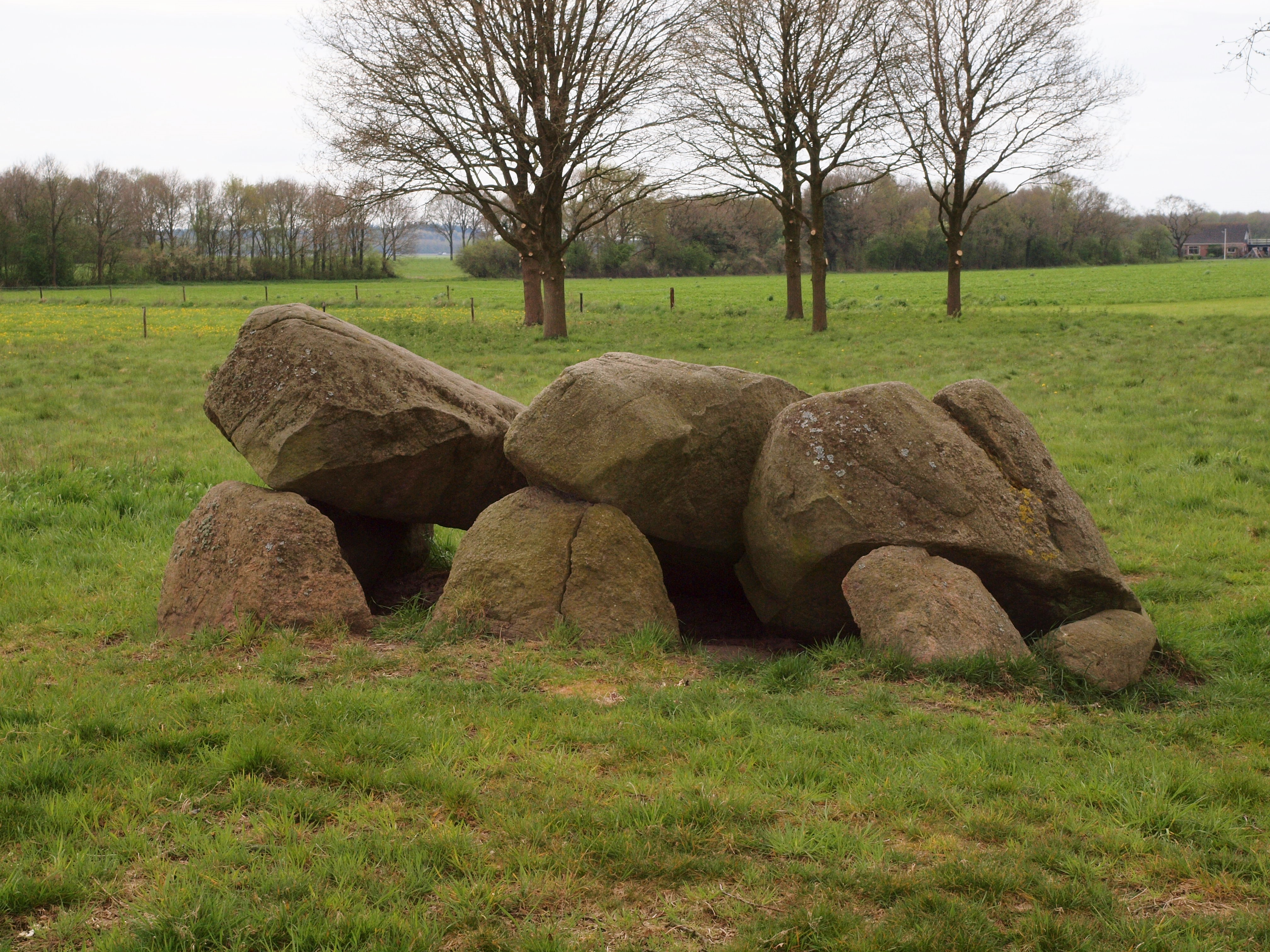
Steingrab D12